# Formule X
Formule X ist eine Abschuss-Stahlachterbahn des Herstellers Maurer Rides im Freizeitpark Drievliet Family Park bei Den Haag in den Niederlanden. Für den Park gibt es eine Höhenbeschränkung auf maximal 15 Meter, daher ist dies gleichzeitig die maximale Höhe der Achterbahn. Sie beschleunigt von 0 auf 70 km/h in 2 Sekunden und bietet eine Fahrtzeit von 47 Sekunden. Die Besonderheit sind die Wagen der Bahn. Im von Maurer eigenständig entwickelte X-Car, welches erstmals auf dem Sky Wheel zum Einsatz kam, werden die Fahrgäste lediglich durch einen Beckenbügel gesichert. Durch die ergonomische Form der Sitze können jedoch problemlos Überkopfelemente durchfahren werden. Zwei dieser neuartigen Wagen sind auf der Achterbahn in Betrieb, was eine Kapazität von 650 Personen pro Stunde ermöglicht.

## Die Fahrt
Die Wagen bestehen aus sechs Sitzen, jeweils zwei auf drei Reihen verteilt. Nach Verlassen der Station rollt der Wagen in Richtung Abschuss. Dieser ist ein 22 Meter langer LSM-Antrieb, welcher die Fahrgäste in zwei Sekunden von 0 auf 70 km/h beschleunigt. Das erste Element ist eine speziell für die Achterbahn entworfene Inversion. Hier wird er Immelmann genannt, da die Einfahrt schräg angesetzt ist und nicht wie bei einem normalen Looping gerade. Darauf folgt eine Steilkurve, die direkt in einen Airtime-Hügel mündet, welcher sehr flach ausfällt und daher Airtime bietet. Der Wagen macht nun einen Linksknick und die Schiene hebt sich an, um parallel zur Station eine Heartline-Roll zu passieren, in der es sogenannte Hangtime gibt. Die Passagiere hängen also kopfüber in den Bügeln. Nach einer weiteren geneigten Linkskurve dreht sich der Wagen in eine überneigte Rechtskurve von 135°, die die Fahrgäste fast auf den Kopf stellt. Vor der Schlussbremse folgt noch ein kleiner Bunnyhop.
Sie ist baugleich mit Crazy Car in Happy Valley, Wuhan.